# Olle Johansson (regatista)
Hans Olle Johansson (Kristinehamn, 5 de junio de 1957) es un deportista sueco que compitió en vela en la clase 470. Es hermano del también regatista Lars Johansson.
Ganó una medalla de oro en el Campeonato Europeo de 470 de 1976.

## Palmarés internacional
| Campeonato Europeo | Campeonato Europeo   | Campeonato Europeo | Campeonato Europeo |
| Año                | Lugar                | Medalla            | Clase              |
| ------------------ | -------------------- | ------------------ | ------------------ |
| 1976               | Hellerup (Dinamarca) | Medalla de oro     | 470                |